# Falcón (município)
Falcón é um município da Venezuela localizado no estado de Cojedes.
A capital do município é a cidade de Tinaquillo.